# Birdo
 (février 2011).
Si vous disposez d'ouvrages ou d'articles de référence ou si vous connaissez des sites web de qualité traitant du thème abordé ici, merci de compléter l'article en donnant les références utiles à sa vérifiabilité et en les liant à la section « Notes et références ».
Birdo, ou Catherine (キャサリン, Kyasarin) en japonais, est un personnage de jeu vidéo créé par Nintendo dont la première apparition date du jeu Yume Kōjō: Doki Doki Panic sur Famicom Disk System.

## Création

### Conception graphique
Birdo est une créature anthropomorphe rose qui porte un ruban rouge et a une bouche ronde qui peut tirer des œufs. Birdo porte également une bague avec un diamant. Le premier design de Birdo était orange.
Dans Mario Tennis et Super Mario Advance, le personnage a eu une voix féminine aigüe fournie par Jen Taylor. Cependant, dans Mario Golf: Toadstool Tour, Birdo utilise un bruit fait avec une voix masculine et qui a été utilisé dans les jeux suivants.

### Étymologie
Birdo se nomme Catherine (キャサリン, Kyasarin) dans la version originale nippone. Dans Super Mario Bros. 2, Birdo est par erreur nommée Ostro, un autre personnage du jeu, à la fois dans le manuel et dans les crédits de fin. Cette erreur n'a pas été corrigée dans la version Super Mario All-Stars de Super Mario Bros. 2, mais a été corrigée dans la réédition Game Boy Advance intitulée Super Mario Advance.

### Apparence

Logo de Super Mario Advance (réédition de Super Mario Bros. 2), où Birdo apparaît à gauche.

Dans sa première apparition (Yume Kōjō: Doki Doki Panic), Birdo ne portait pas encore son fameux nœud papillon rouge et arborait un crâne chauve.
Birdo possède une sorte de trompe qui lui sert de bouche et de nez et qui peut lancer des boules blanches mais également des boules de feu sur ses adversaires (vraisemblablement ses œufs, on apprendra notamment dans Super Mario RPG que c'est un ovipare). Généralement de couleur rose, Birdo peut aussi être couleur mauve, verte, orange et autres (comme on peut le voir dans Mario Smash Football ou Mario Kart 8 Deluxe) et porte en général un grand nœud rouge sur la tête et parfois une bague avec un diamant à la main gauche.

### Genre du personnage
(mars 2015).
Dans Super Mario Bros. 2, il est écrit dans le manuel du jeu que Birdo est « un garçon qui se prend pour une fille, et qui préfère qu'on l'appelle Birdetta. » Mais par la suite, l'équipe de Nintendo a décidé de considérer Birdo comme un personnage féminin à part entière pour les pays hors du Japon. C'est pour cela qu'on a décrit Birdo comme étant un être androgyne, son identité sexuelle encore inconnue. Malgré son comportement et apparence féminine, il pourrait exister deux classes pour décrire Birdo, plus une pour les pays ayant la censure :
- Birdo est un mâle, mais démesurément efféminé et travesti ;
- Birdo est une femme transgenre.

Une publicité japonaise pour le jeu Super Mario Bros. 2 met en scène le personnage de Birdo interprété par un acteur dans un costume. La publicité se concentre justement sur l'ambiguïté sexuelle de la créature.
Dans certains jeux, Nintendo semble considérer Birdo comme une fille. D'ailleurs, le jeu Captain Rainbow parle de ce sujet épineux. Dans ce jeu, Birdo est mise en prison pour avoir été dans les toilettes des femmes, le robot de contrôle considérant que c'est un garçon. Le joueur, dans la peau du Captain Rainbow, doit enquêter chez Birdo pour la faire sortir de prison. En définitive, le Captain découvre un objet vibrant sous l'oreiller de Birdo, censuré, mais qui fait apparaître un message « La preuve que c'est une femme ».
En Amérique du Nord, le genre de Birdo a été un sujet de discussion et de répercussion. Le manuel indique que le nom du personnage en japonais est « Ostro », mais qu'il préfère être connu comme « Catherine ». Cependant, dans le premier manuel d'édition nord-américain de Super Mario Bros. 2, Birdo est un homme qui croit être une femme et préfère être connu comme « Birdetta ». Plus tard, aucune mention de Birdo disant qu'il est de sexe masculin n'a été trouvée dans la plupart des jeux mettant en vedette le personnage. Dans la version japonaise de Super Smash Bros. Melee, Birdo, appelée Catherine, est décrite de manière similaire au manuel, sauf qu'elle voulait être appelée « Cathy ». Dans Super Smash Bros. Brawl, il est dit que Birdo est de « genre indéterminé ». Birdo est souvent nommée comme le premier personnage transgenre du jeu vidéo. Dans Super Mario Advance, un remake de Super Mario Bros. 2, Birdo a été doublée par une femme. Le site espagnol de Mario Smash Football, décrivant Birdo, suggère que le sexe du personnage est indéterminé à cause de la censure. Le site européen de Mario Strikers Charged Football dit que Birdo est un personnage masculin (comme sur les sites japonais).

### Relation avec Yoshi
Birdo n'a aucun lien de parenté avec le personnage de Yoshi. Bien que très proches physiquement (et les similitudes n'ont de cesse d'augmenter avec le temps), ils ne font absolument pas partie de la même espèce. Le site officiel japonais de Mario Kart: Double Dash!! laisse entendre que Birdo et Yoshi seraient en couple. De plus, il fait référence à l'ambigüité du genre de Birdo au détour d'une courte phrase : « Birdo est la petite-amie de Yoshi… ou devrions-nous dire son petit-ami !? ».
Cette volonté d'association résulte du besoin de créer des duos parmi les personnages de l'univers de Nintendo (Mario/Luigi, Peach/Daisy, Toad/Toadette, etc.), il paraissait donc normal[Par qui ?] que Yoshi soit doté d'un alter ego tel que Birdo.

## Apparitions
C'est lors de la reprise du jeu avec les personnages de Mario dans Super Mario Bros. 2 (Super Mario Bros. USA au Japon) qu'elle se fera réellement remarquer. En effet, un nombre impressionnant de niveaux (tous à l'exception des derniers de chaque monde, exception du monde 4-3 qui compte une Birdo au début du parcours) se termine par un combat contre une Birdo : il faut toujours lui envoyer trois projectiles pour la vaincre (ses œufs pour le Birdo rose et mauve), des pots pour la verte (qui n'envoie que des boules de feu) et ainsi obtenir la boule de cristal permettant d'ouvrir la "tête de faucon" qui bloque l'accès vers le niveau suivant. Dans le générique de fin de Super Mario Bros. 2, Birdo est nommée par erreur "Ostro", son nom étant attribué à un autre ennemi.
Par la suite, elle ne fera qu'une brève apparition dans Wario's Woods sur NES et SNES et dans Super Mario RPG sous forme de boss avant de revenir plus en avant dans les jeux de la franchise Mario, comme personnage jouable surtout (Mario Tennis sur N64, Mario Kart: Double Dash!!, ainsi que Mario Party 7 sur Gamecube, et enfin dans Mario Strikers Charged Football et Mario Party 8 sur Wii, ainsi que Mario Kart Wii en tant que personnage à débloquer en établissant un contre-la-montre sur 16 circuits) et elle fera d'ailleurs partie des amis de Mario.
| Titre                                              | Support             | Année | Jouable |
| -------------------------------------------------- | ------------------- | ----- | ------- |
| Yume Kōjō: Doki Doki Panic                         | Famicom Disk System | 1987  | Non     |
| Super Mario Bros. 2                                | NES                 | 1988  | Non     |
| Super Mario All-Stars                              | SNES                | 1993  | Non     |
| Wario's Woods                                      | NES SNES            | 1994  | Non     |
| Super Mario RPG: Legend of the Seven Stars         | SNES                | 1996  | Non     |
| Mario Tennis                                       | Nintendo 64         | 2000  | Oui     |
| Super Mario Advance                                | Game Boy Advance    | 2001  | Non     |
| Super Smash Bros. Melee                            | GameCube            | 2001  | Non     |
| Mario Golf: Toadstool Tour                         | GameCube            | 2003  | Oui     |
| Mario Kart: Double Dash!!                          | GameCube            | 2003  | Oui     |
| Mario & Luigi: Superstar Saga                      | Game Boy Advance    | 2003  | Non     |
| Mario Superstar Baseball                           | GameCube            | 2005  | Oui     |
| Mario Party 7                                      | GameCube            | 2005  | Oui     |
| Mario Slam Basketball                              | Nintendo DS         | 2006  | Oui     |
| Mario Strikers Charged                             | Wii                 | 2007  | Oui     |
| Mario Party 8                                      | Wii                 | 2007  | Oui     |
| Mario Kart Wii                                     | Wii                 | 2008  | Oui     |
| Super Mario Stadium Baseball                       | Wii                 | 2008  | Oui     |
| Captain Rainbow                                    | Wii                 | 2008  | Non     |
| Mario et Sonic aux Jeux olympiques d'hiver         | Wii Nintendo DS     | 2009  | Non     |
| Mario et Sonic aux Jeux olympiques de Londres 2012 | Wii                 | 2011  | Non     |
| Course à la fortune                                | Wii                 | 2011  | Oui     |
| Mario Party 9                                      | Wii                 | 2012  | Oui     |
| Paper Mario: Sticker Star                          | Nintendo 3DS        | 2012  | Non     |
| Mario et Sonic aux Jeux olympiques de Sotchi 2014  | Wii U               | 2013  | Non     |
| Mario Party: Island Tour                           | Nintendo 3DS        | 2013  | Non     |
| Mario Golf: World Tour                             | Nintendo 3DS        | 2014  | Oui     |
| Super Mario Maker                                  | Wii U               | 2015  | Oui     |
| Mario et Sonic aux Jeux olympiques de Rio 2016     | Nintendo 3DS Wii U  | 2016  | Oui     |
| Paper Mario: Color Splash                          | Wii U               | 2016  | Non     |
| Mario Sports Superstars                            | Nintendo 3DS        | 2017  | Oui     |
| Mario Kart 8 Deluxe                                | Nintendo Switch     | 2017  | DLC     |
| Mario Tennis Aces                                  | Nintendo Switch     | 2018  | Oui     |
| Super Mario Party                                  | Nintendo Switch     | 2018  | Non     |
| Mario Kart Tour                                    | Android & iOS       | 2019  | Oui     |
| Paper Mario: The Origami King                      | Nintendo Switch     | 2020  | Non     |
| Mario Golf: Super Rush                             | Nintendo Switch     | 2021  | Non     |
| Mario Party Superstars                             | Nintendo Switch     | 2021  | Oui     |
| Mario Strikers: Battle League Football             | Nintendo Switch     | 2022  | Oui     |
| Super Mario Party Jamboree                         | Nintendo Switch     | 2024  | Oui     |
| Mario et Luigi : L'Épopée fraternelle              | Nintendo Switch     | 2024  | Non     |
| Mario Kart World                                   | Nintendo Switch 2   | 2025  | Oui     |